# Silvia Monga
Silvia Monga (Piacenza, 1972) è una regista e sceneggiatrice italiana.

## Biografia
Piacentina di nascita, si trasferisce a Genova in giovane età.
Dopo la laurea in lettere all'Università di Genova si approccia al cinema realizzando il lungometraggio Ti inseguo e non mi prendi
Nel 2013, con lo scopo di raccogliere fondi per le associazioni che collaborano con l'ospedale Gaslini di Genova, realizza il mediometraggio I colori dell'amore, interpretato da Valeria Marini e Adolfo Margiotta. Un anno dopo sempre a scopo benefico realizza il mediometraggio Un fidanzato modello interpretato da Carmen Russo, Enzo Paolo Turchi e Angelo Sotgiu.
Nel 2015 scrive la sceneggiatura e codirige il lungometraggio 80 voglia di te., che viene presentato alla rassegna cinematografica di Assisi “Primo piano sull'autore”. 
Nel 2016 scrive e dirige Scritte sulla sabbia.
Nel 2019 realizza il lungometraggio Dreams - Il calore dei sogni, una commedia romantica in distribuzione Prime Video e Chili, mentre nel 2019 con il cortometraggio Un antico manoscritto interpretato da Ugo Pagliai e Carola Stagnaro rende omaggio alle figure di Gilberto Govi e Nicolò Bacigalupo. Il cortometraggio è visibile sui canali Rai.
Nel 2020 scrive e dirige il cortometraggio Gocce di luce con Beppe Carletti dei Nomadi, Giorgio Biavati e Simona Garbarino, sul periodo del lockdown e sulla disabilità, distribuito su piattaforma Rai.
Nel 2021 scrive e dirige il cortometraggio Passi di danza con Adolfo Margiotta, Raimondo Todaro e Lisa Galantini e con la colonna sonora di Beppe Carletti dei Nomadi, distribuito su piattaforme Rai.
Nel 2022 realizza il videoclip Pomeriggio d'autunno per il CD Sarà per sempre di Beppe Carletti.
Nello stesso anno scrive e dirige il docufilm lungometraggio Giuseppe Garibaldi eroe leggendario con attore protagonista Alessandro Haber e interviste ai pronipoti di Giuseppe Garibaldi.
Nel 2023 viene nominata Ambasciatrice di Genova del mondo dal Sindaco di Genova durante la cerimonia del Columbus day.

## Filmografia
- Ti inseguo e non mi prendi (2005)
- I colori dell’amore - Cortometraggio (2013)
- Un fidanzato modello - Cortometraggio (2014)
- 80 voglia di te (2015)
- Scritte sulla sabbia - Cortometraggio (2016)
- Dreams - Il calore dei sogni (2019)
- Un antico manoscritto - Cortometraggio (2020)
- Gocce di luce - Cortometraggio (2021)
- Passi di danza - Cortometraggio (2022)
- Giuseppe Garibaldi eroe leggendario (2023)

## Videoclip
- Pomeriggio d'autunno (2022) di Beppe Carletti

## Libri
- Detective - Il libro della caccia al tesoro (2006) - casa editrice Golden Press

## Riconoscimenti
- Premio Sampietrino d'oro Marguttiano 2021 per la migliore regista[14]
- San Benedetto Film Festival 2020 – Menzione speciale per Un antico manoscritto[15]
- San Benedetto Film Festival 2021 – Premio Pandemic Heroes per Gocce di luce[16]
- Premio di giuria Tulipani di seta nera Rai Cinema 2021 – Premi ASviS e COndiVIDiamo Diversità[17]
- Premio del pubblico Tulipani di seta nera Rai Cinema 2021[18]
- Premio della giuria al Festival del Cinema di Cefalù 2021 per Gocce di luce[19]
- Premio Luigi Magni categoria registi 2021[20]
- San Benedetto Film Festival 2023 - Premio Historica miglior docufilm per Giuseppe Garibaldi eroe leggendario[21]
- Premio miglior documentario lungometraggio al Festival del Cinema di Cefalù 2023 per Giuseppe Garibaldi eroe leggendario[22]
- 2023 - Nominata Ambasciatrice di Genova nel mondo[23]